# Monte Haguro
Il monte Haguro (羽黒山, Haguro-san) è una montagna del Giappone, situata nella città di Tsuruoka, nell'antica provincia di Dewa (un dominio costituito dall'odierna Prefettura di Yamagata e dalla Prefettura di Akita), nella regione di Tōhoku, nell'isola di Honshū. Con un'altitudine di 414 m, è il più basso delle Tre montagne di Dewa, l'unica accessibile tutto l'anno. In prossimità del monte sacro si è sviluppato un centro di culto dello Shugendō.

## Ascensione
Un sentiero di 2.446 gradini di pietra conduce alla sua vetta tra alberi di cedro di 600 anni, oltre la famosa pagoda a cinque piani Gojūnotō (五重塔), il cedro jijisugi (爺杉) di 1000 anni e numerosi santuari. I gradini, la pagoda e il cedro sono elencati come Tesori Nazionali. A metà strada c'è una casa da tè. La salita dura circa un'ora.
Il santuario di Sanjingōsaiden (三神合祭殿) in cima venera gli spiriti di tutte e tre le montagne.
La vetta è raggiungibile anche con il servizio di autobus. Oltre ai pellegrini religiosi, i viaggiatori soggiornano spesso negli alloggi del tempio di Saikan.

## Galleria d'immagini

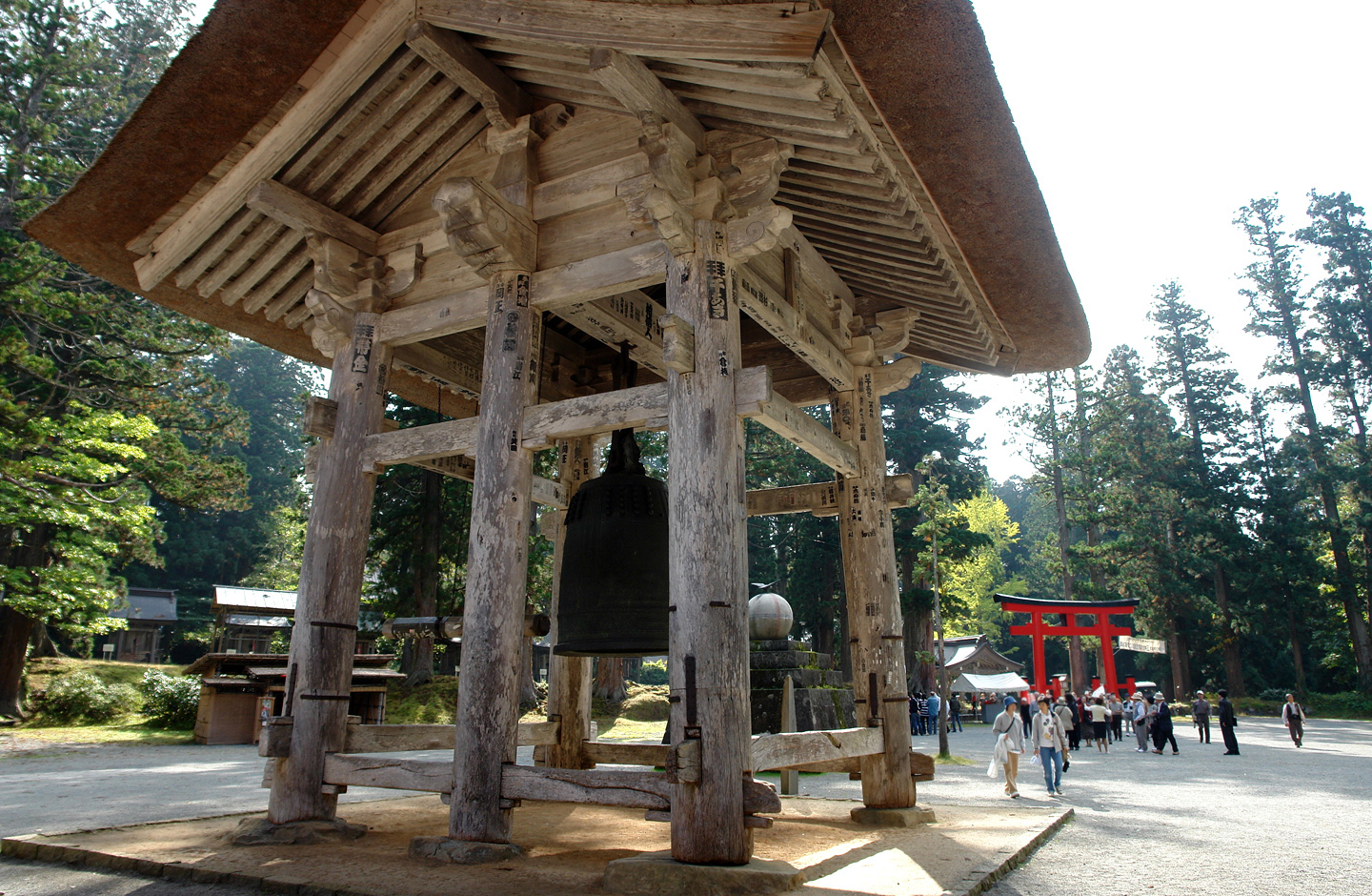
Shōrō
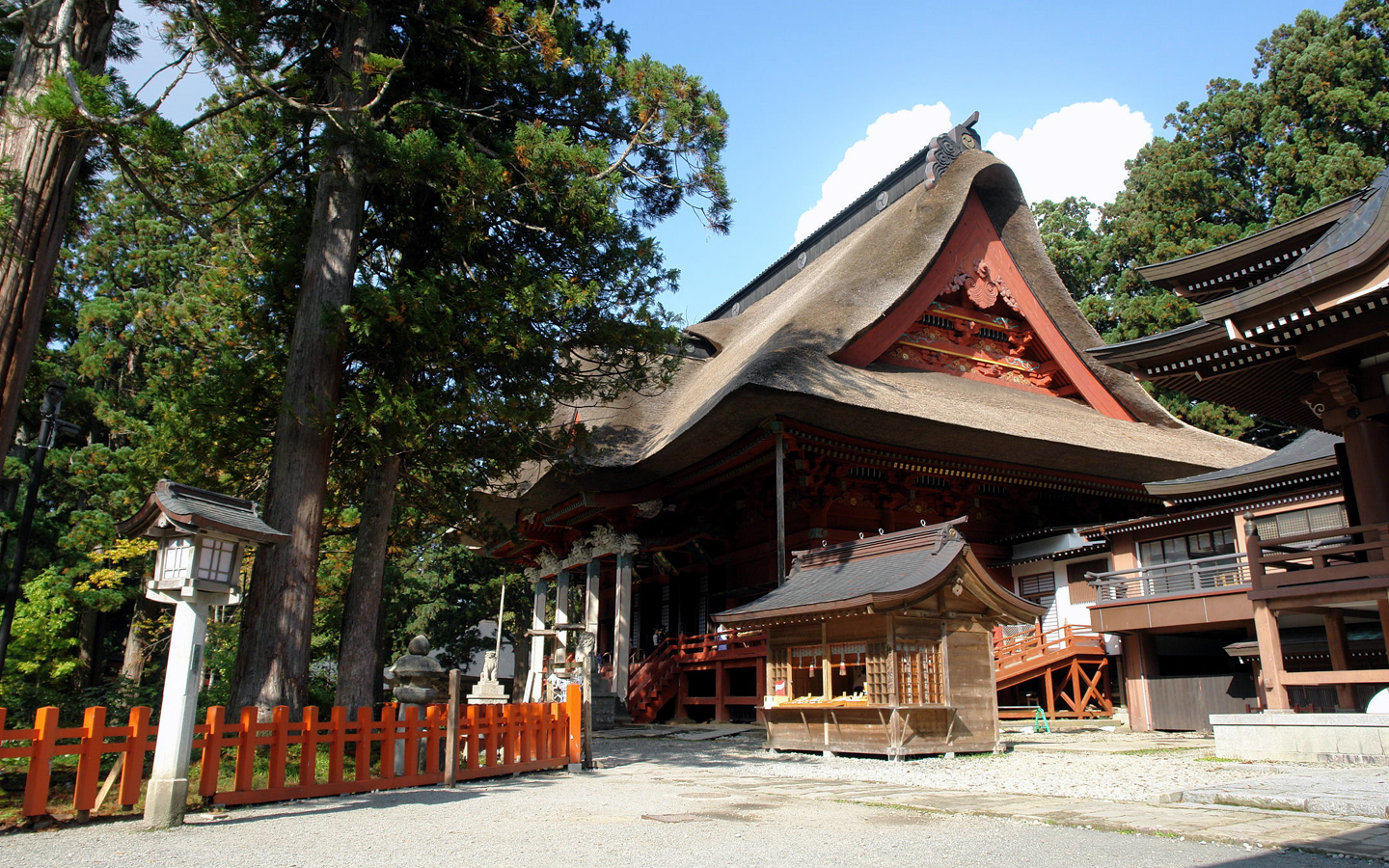
Tempio Sanzan Gosai-den
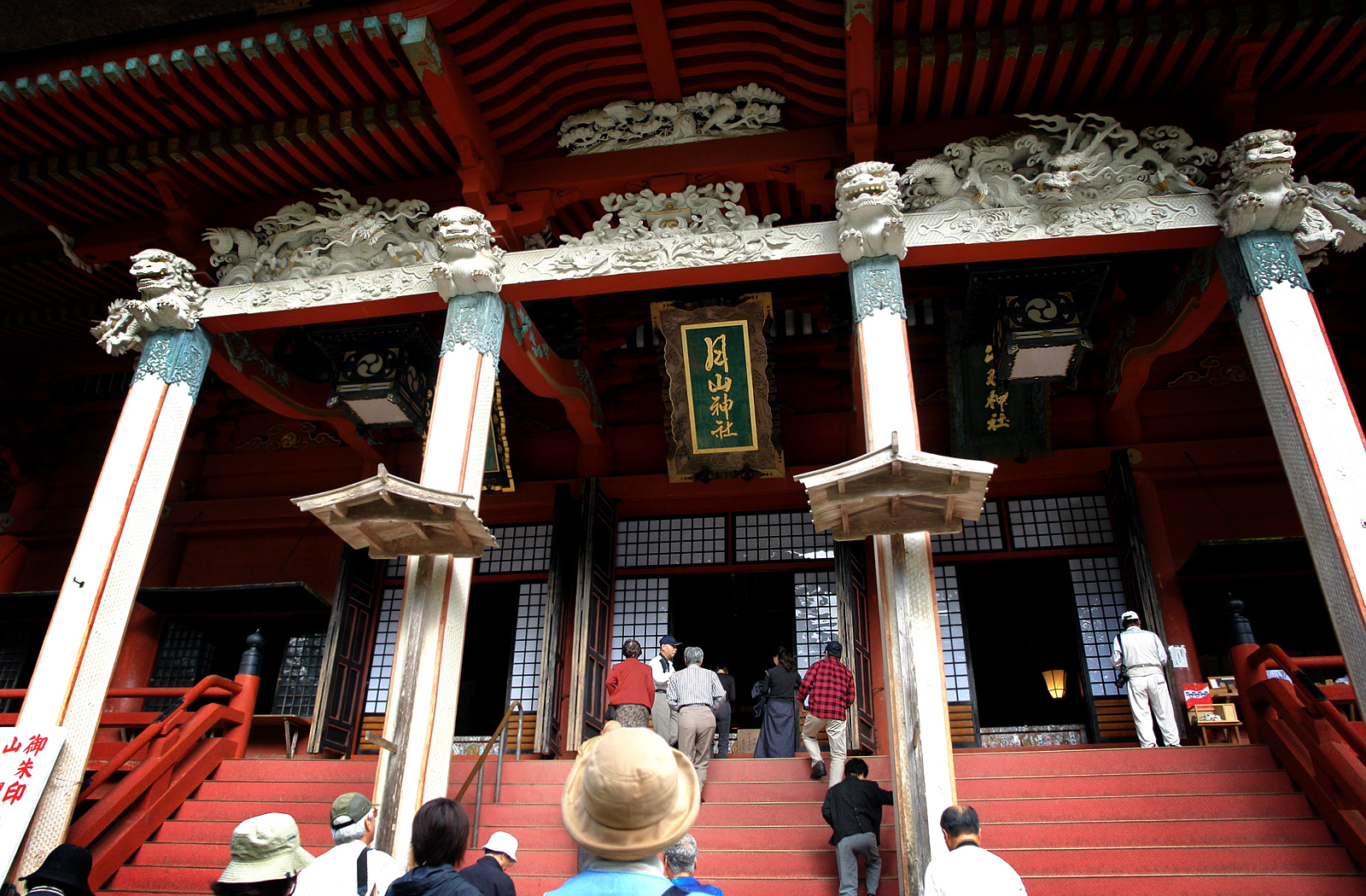
Gosai-den-haiden
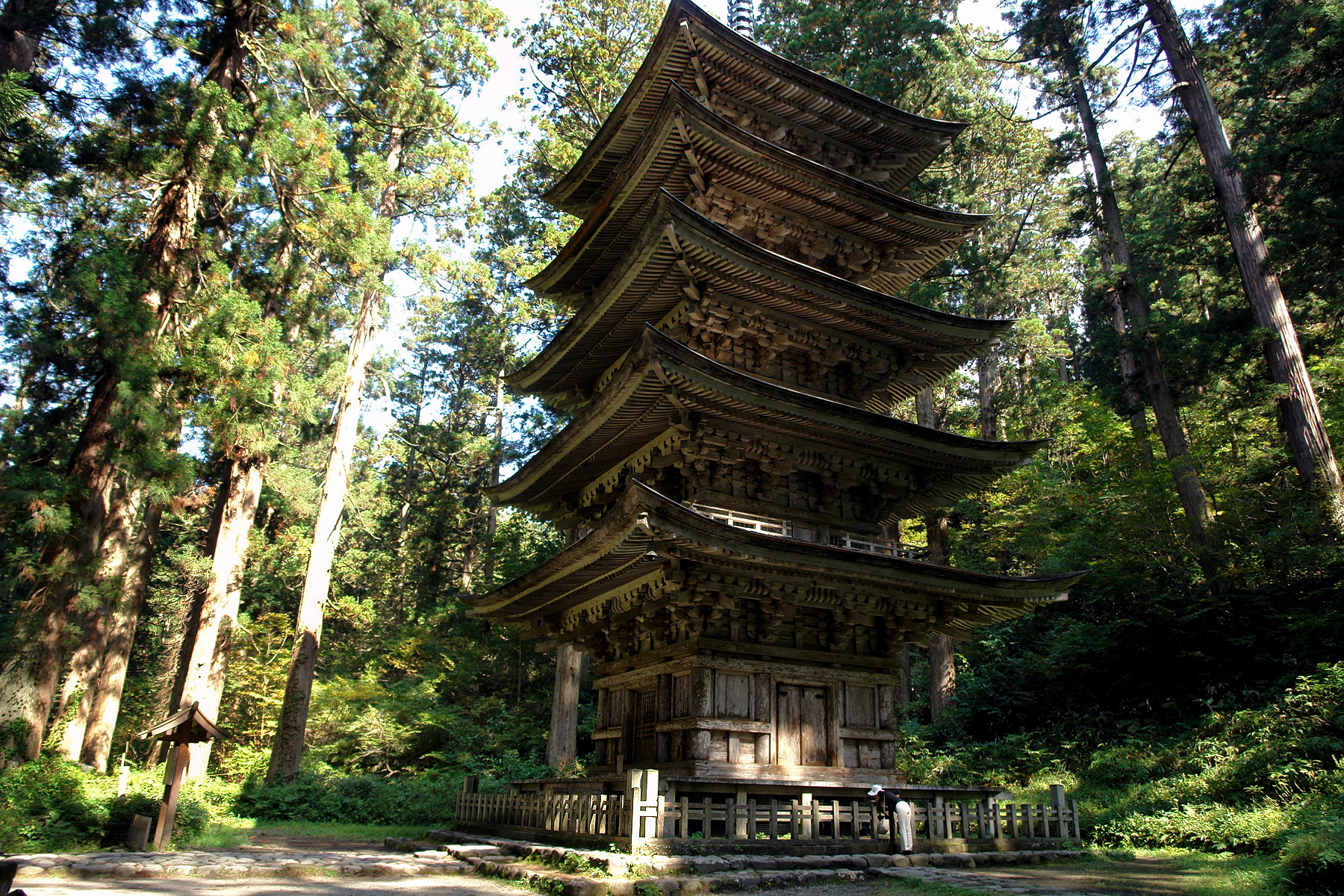
Gojū-tō
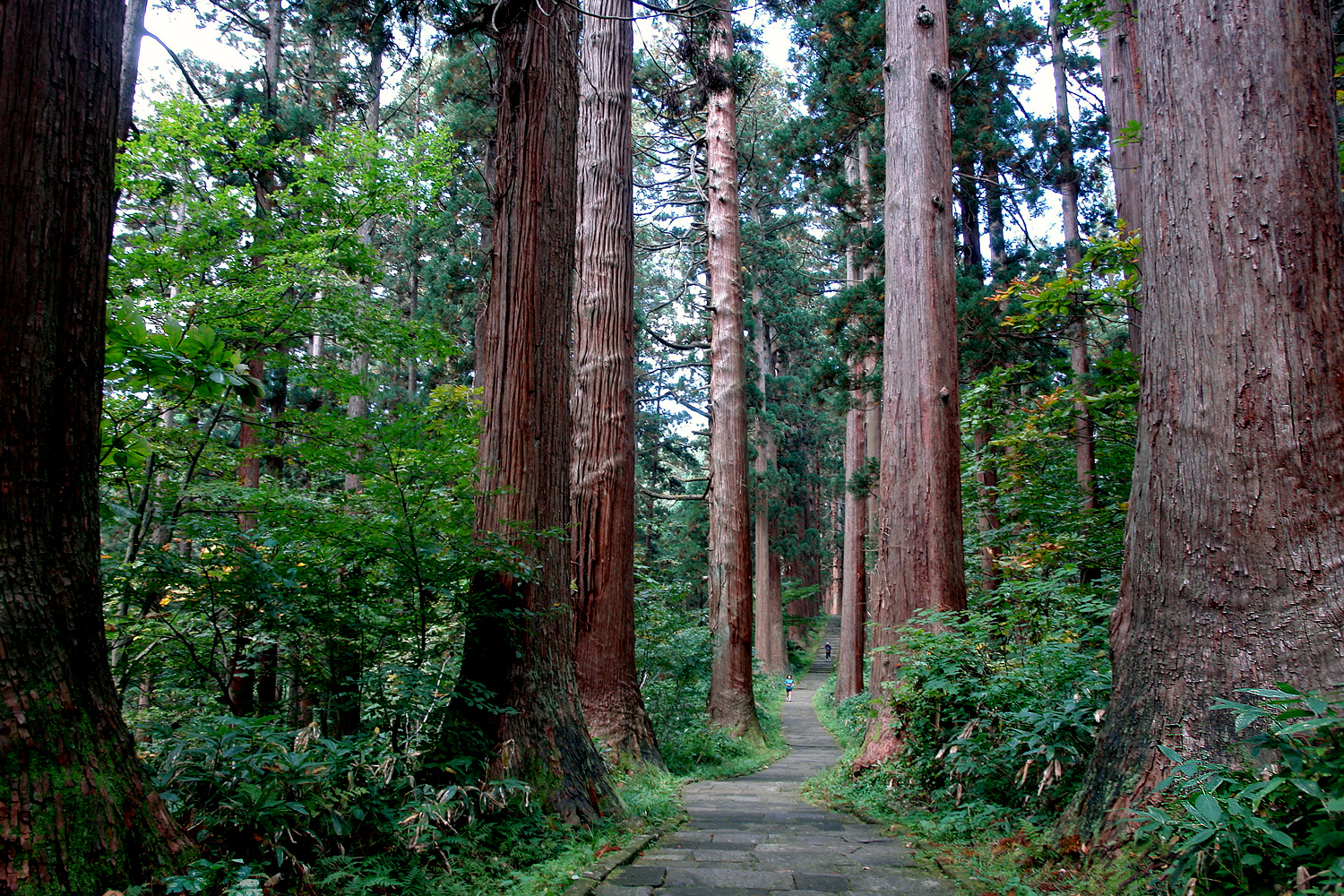
Il sentiero per la vetta
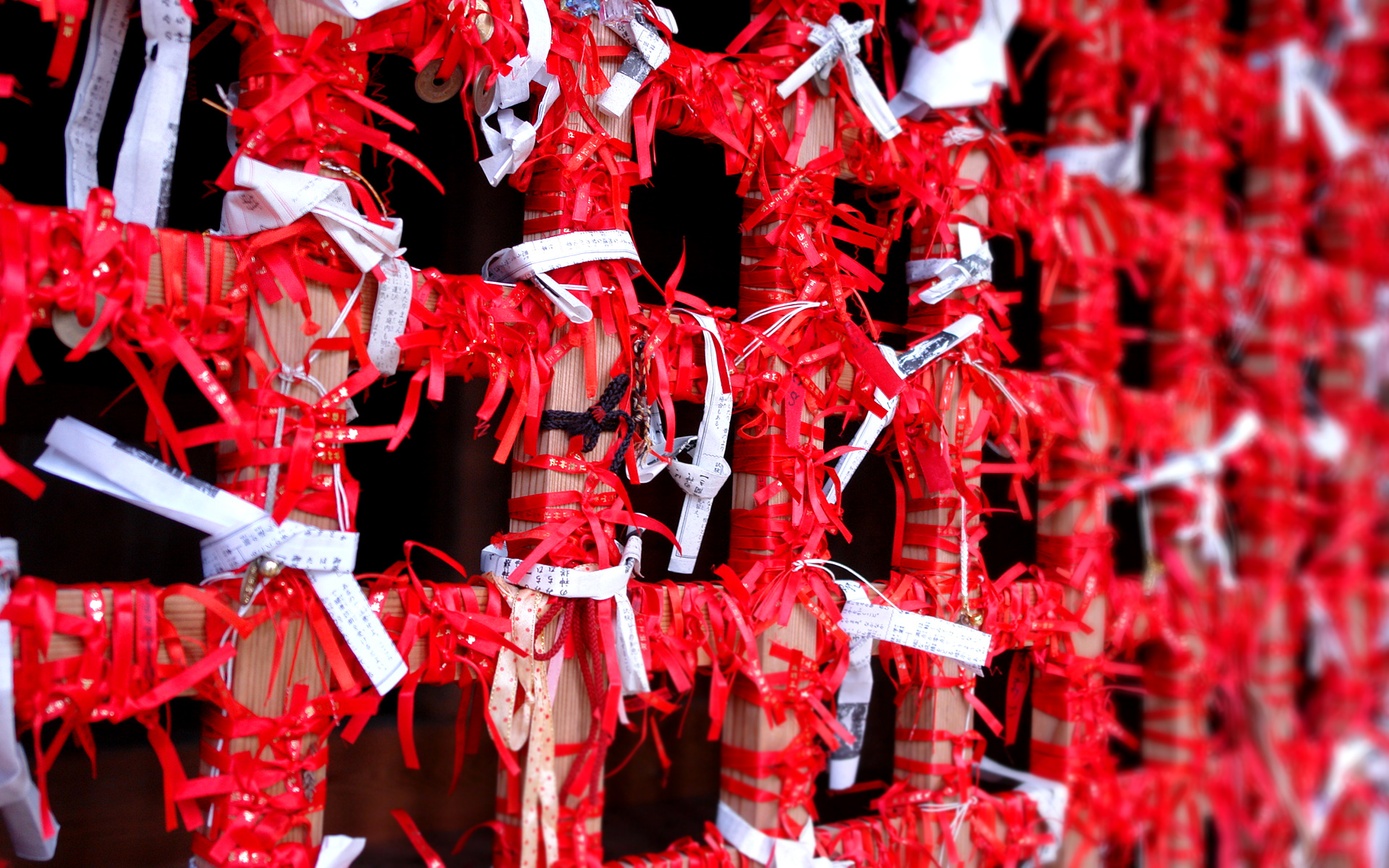
Haniyamahime-jinja
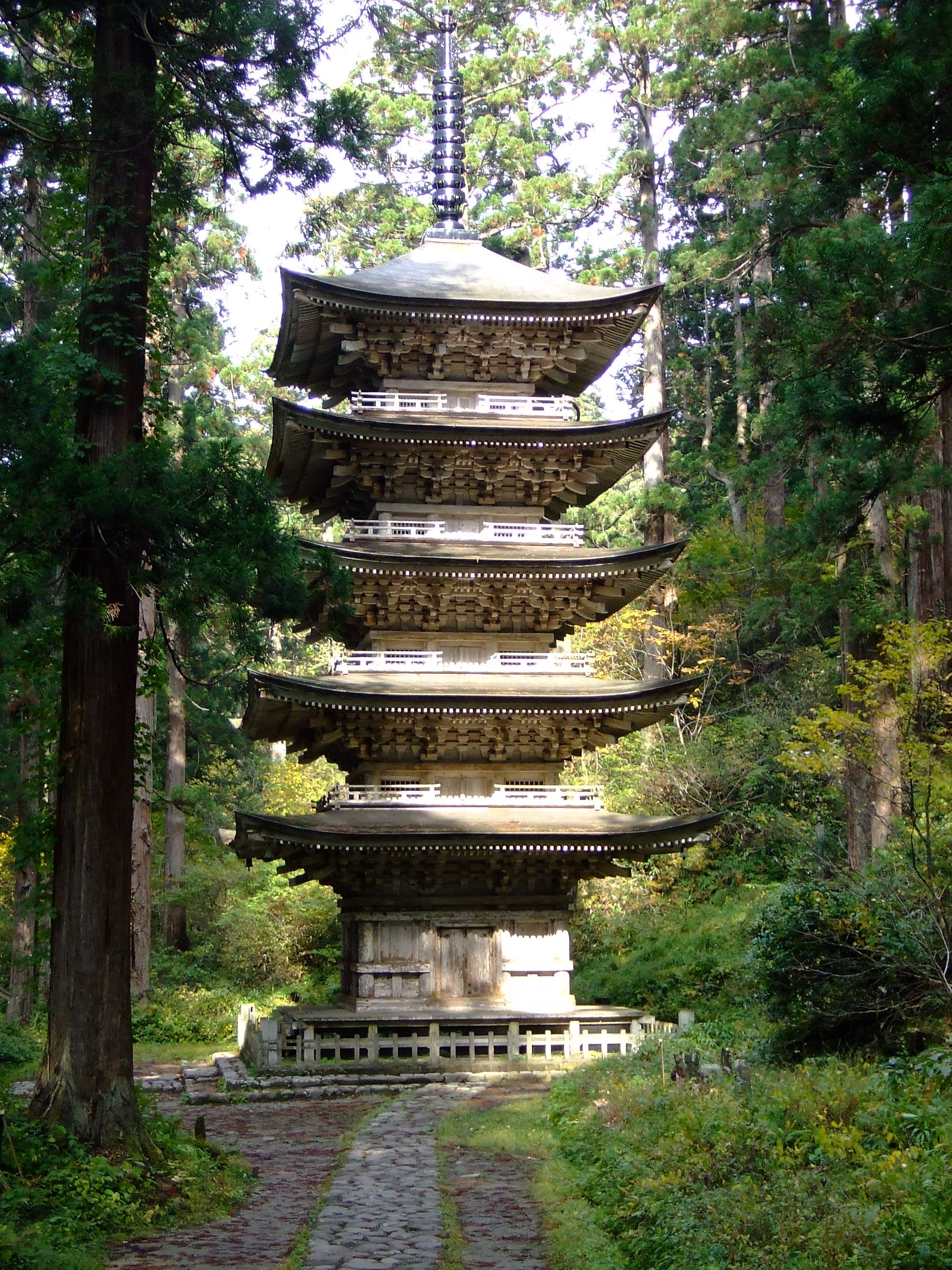
La Pagoda Gojū-tō, vicino alla base del monte Haguro
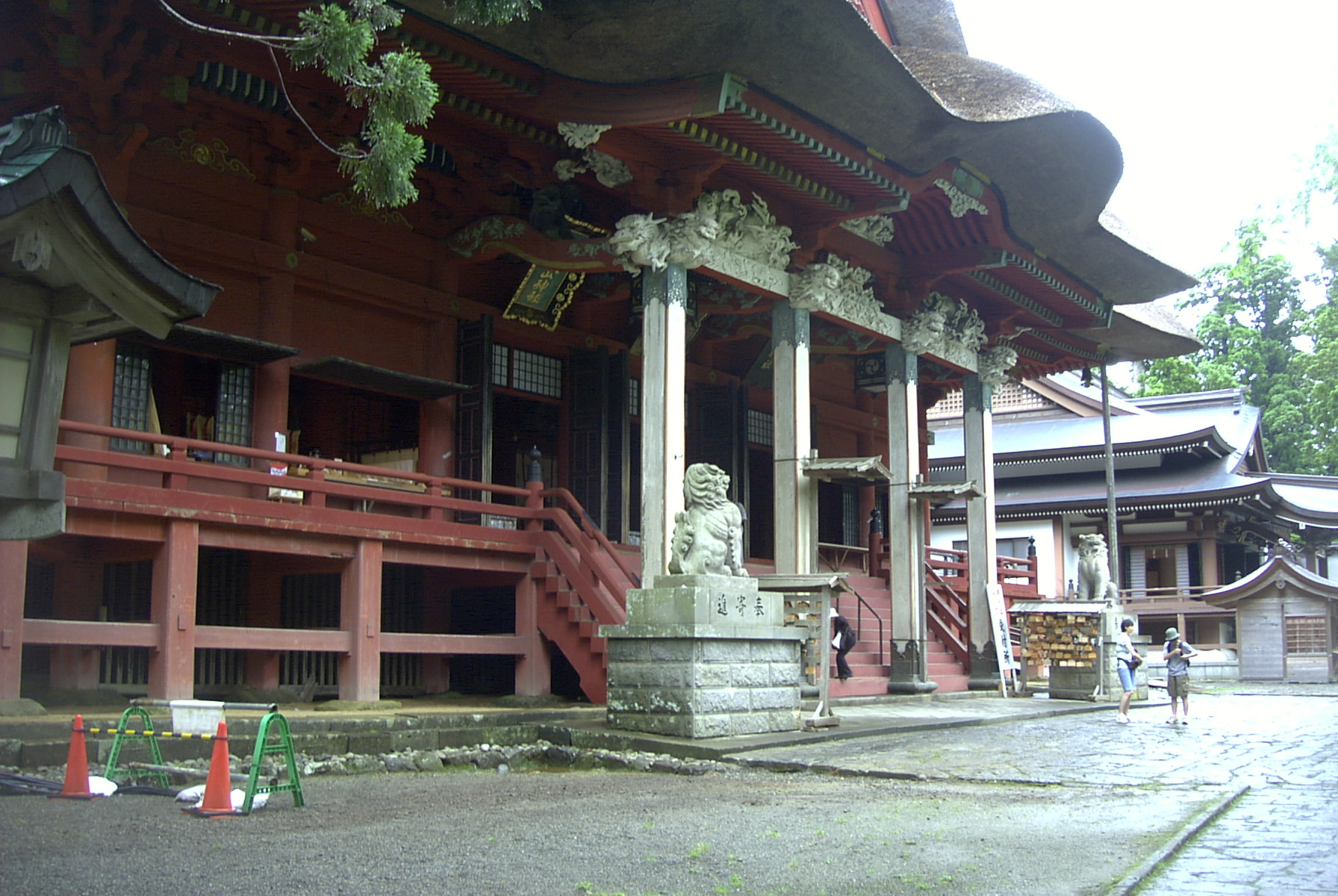
Un tempio in cima al monte Haguro
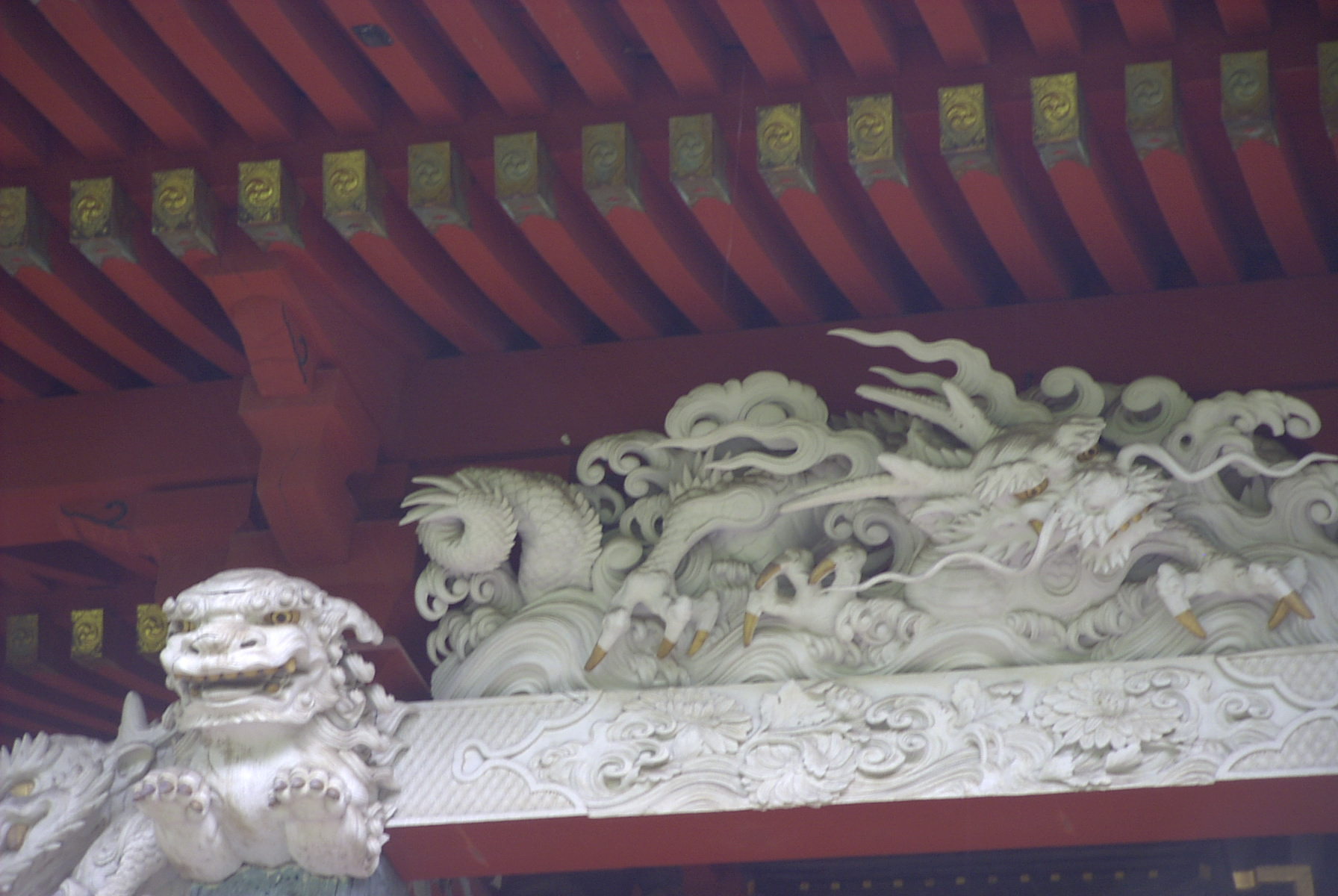
Incisione dettagliata su un tempio
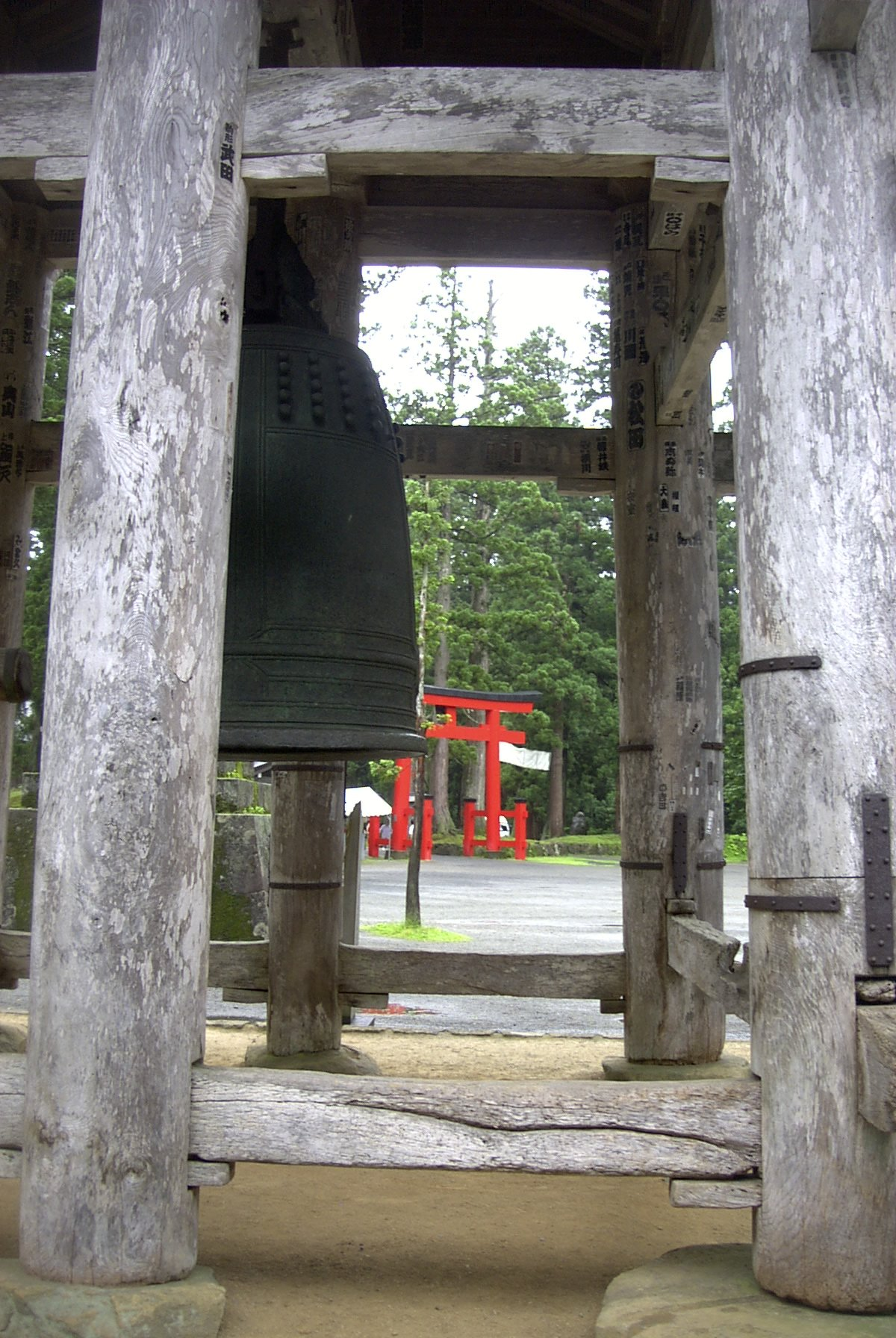
Campana e torii
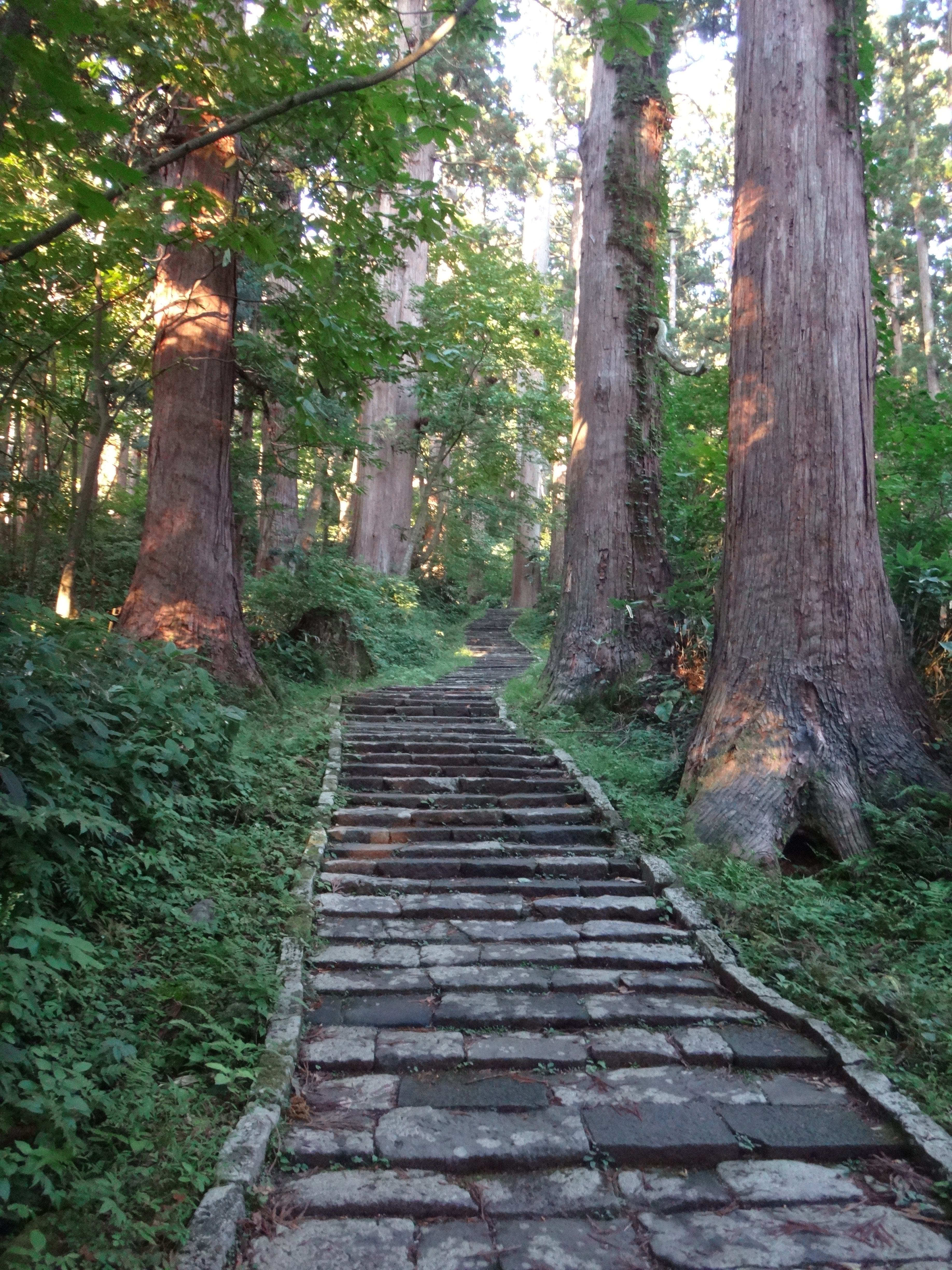
Gradini in pietra